# Тором
Торо́м (рос. Тором) — село у складі Тугуро-Чуміканського району Хабаровського краю, Росія. Адміністративний центр та єдиний населений пункт Торомського сільського поселення.

## Населення
Населення — 127 осіб (2010; 164 у 2002).
Національний склад (станом на 2002 рік):
- евенки — 96 %